# Novomoskovske, Iuriivka
Novomoskovske (în ucraineană Новомосковське) este un sat în comuna Preobrajenka din raionul Iuriivka, regiunea Dnipropetrovsk, Ucraina.

## Demografie
Componența lingvistică a localității Novomoskovske
     Ucraineană (94,83%)
     Rusă (5,17%)
Conform recensământului din 2001, majoritatea populației localității Novomoskovske era vorbitoare de ucraineană (94,83%), existând în minoritate și vorbitori de rusă (5,17%).